# I ragazzi della Nickel (film)
I ragazzi della Nickel (Nickel Boys) è un film del 2024 diretto da RaMell Ross.
La pellicola è l'adattamento cinematografico dell'omonimo romanzo di Colson Whitehead.

## Trama
1962, Tallahassee, Florida: il giovane afroamericano Elwood Curtis sembra destinato a grandi cose in classe. Il suo insegnante nero lo incoraggia a pensare con la propria testa, rifiutando la visione distorta della Storia dei libri di testo del Sud.

Elwood viene cresciuto dalla sua amorevole nonna, il cui padre è morto in una cella di prigione in circostanze sospette, e che teme che la società bianca si vendicherà della partecipazione del nipote al crescente movimento per i diritti civili.
Un giorno Elwood viene accettato in un programma gratuito di studio accelerato presso un HBCU. Mentre fa l'autostop per raggiungere il campus, viene prelevato da un uomo alla guida di un'auto rubata. La polizia cattura l'uomo e condanna Elwood per essere suo complice. Poiché Elwood è minorenne, viene mandato alla Nickel Academy, un riformatorio.
Nickel è segregata internamente; gli studenti bianchi godono di sistemazioni comode e di attenzioni speciali da parte del personale, mentre gli studenti neri sono ospitati in strutture squallide e la scuola fa pochi tentativi di istruirli. Sebbene Spencer, il sovrintendente bianco, dica agli studenti neri che possono essere rilasciati per buona condotta, in pratica non possono andarsene finché non compiono diciotto anni, poiché la scuola guadagna soldi assumendoli come manodopera carceraria. La moglie di Spencer mostra un po' di gentilezza a Elwood, donando Orgoglio e pregiudizio e altri libri ai ragazzi e permettendogli di usare la piscina di casa sua, ma Elwood deve fare lavori gratuiti per lei. È implicito che alcuni studenti subiscano abusi sessuali.
Elwood lega con Turner, un altro studente silenzioso. Mentre il primo è ispirato dagli ideali non violenti e democratici del movimento per i diritti civili, Turner è cinico, si aspetta solo maltrattamenti dalla società e spinge Elwood a tenere la testa bassa. Elwood viene preso in giro e picchiato da un altro studente, ma gli amministratori non lo aiutano: anzi, picchiano selvaggiamente entrambi gli studenti. La nonna di Elwood cerca di fargli visita alla Nickel ma, all'arrivo, non le è permesso di vederlo. Inoltre, risparmia e lesina per assumere un avvocato per appellarsi alla sua condanna, ma questo scappa con i soldi, devastando Elwood. Spencer scommette sull'annuale incontro di boxe Black-White della Nickel, e uccide silenziosamente uno studente nero che si è rifiutato o ha dimenticato di andare al tappeto al terzo round come gli aveva detto di fare.
In un flashforward del 1988, l'adulto Elwood vive a New York, dove gestisce la sua attività di traslochi. Un giorno viene riconosciuto da un ex compagno di classe, Chickie Pete, che ricorda con lui i vecchi tempi e gli chiede di lavorare. Elwood non sembra essere in contatto con Turner. Nel 2018, è profondamente scosso dopo aver appreso che molte tombe senza nome sono state scoperte nel vecchio campus di Nickel, e fa delle ricerche. Le prove forensi rivelano che la maggior parte degli studenti morti erano neri.
Negli anni '60, Elwood, stufo dei maltrattamenti subiti, prende il suo diario degli abusi commessi alla Nickel, tenuto con cura, e convince un riluttante Turner a consegnarlo a un ispettore governativo come denuncia. Tuttavia, non succede nulla e gli amministratori si vendicano torturando Elwood nella sauna della scuola . Turner scopre che la scuola ha intenzione di uccidere Elwood e va a salvarlo. I due fuggono dall'istituto e raggiungono la città più vicina dove prendono due biciclette con cui pedalano tutta la notte ed il giorno successivo, giungendo a Tallahassee. Qui vengono raggiunti da Spencer e dal suo vice, che sparano ai ragazzi con due fucili. Mentre scappano, Elwood viene colpito e ucciso.
Turner raggiunge la nonna di Elwood e la informa della sua morte, poi si trasferisce a nord assumendo l'identità di Elwood. Sposa Millie, costruisce una vita stabile e cerca di onorare l'eredità dell'amico abbracciando alcuni dei suoi ideali. Quando il governo inizia a indagare sulla scuola, Turner decide di testimoniare sulle sue esperienze.

## Produzione
Nell'ottobre 2022 è stato annunciato che il romanzo di Whitehead, premiato con il Premio Pulitzer per la narrativa, sarebbe stato adattato per il grande schermo da RaMell Ross e Joslyn Barnes. Con un budget stimato intorno ai 23 milioni di dollari, il film è stato girato in Louisiana tra l'ottobre e il dicembre 2022; la riprese si sono svolte a LaPalace, New Orleans, Hammond, Thibodaux e Ponchatoula.

## Promozione
Il primo trailer del film è stato diffuso il 5 settembre 2024.

## Distribuzione
Il film è stato presentato in anteprima mondiale al Telluride Film Festival il 30 agosto 2024, mentre il 27 settembre seguente fa da film d'apertura del New York Film Festival. Successivamente Amazon MGM Studios ha presentato il film nelle sale statunitensi in distribuzione limitata dal 25 ottobre 2024, prima di rendere Nickel Boys disponibile su Prime Video.
Il film è stato presentato come film di apertura di Alice nella città il 16 ottobre 2024.
In Italia è stato reso disponibile su Prime Video a partire dal 27 febbraio 2025.

## Accoglienza

### Incassi
Il film ha incassato poco più di 3 milioni di dollari.

### Critica
Il film è stato accolto positivamente da diverse testate cartacee e digitali statunitensi, tra cui Vanity Fair, The Hollywood Reporter e TheWrap, che hanno lodato il cast, la regia e la colonna sonora; più tiepido è stato invece Deadline Hollywood, che ha criticato l'eccessiva lunghezza del film e lo stile delle riprese.
In Italia Jacopo Gramegna di CineFacts ha lodato il film scrivendo che "la riflessione sulle immagini e sulla memoria attraverso le stesse è il fiore all'occhiello di un film che anche attraverso l'inserimento di filmati in pellicola, intermezzi onirici e time-lapse vertiginosi raggiunge una notevole varietà formale che non rende mai oppressivo l'uso diffuso della soggettiva".
Sull'aggregatore di recensioni Rotten Tomatoes il 91% dei 203 critici esprimono gradimento per il film, su Metacritic il voto medio di 49 critici è di 91/100, indicando "acclamazione universale".

## Riconoscimenti
- 2025 - Premio Oscar[17]
  - Candidatura per il miglior film
  - Candidatura per la migliore sceneggiatura non originale a RaMell Ross, Joslyn Barnes
- 2025 – Golden Globe[18]
  - Candidatura per il miglior film drammatico